# Forever (canción de Kiss)
«Forever» es una canción de la banda estadounidense de rock Kiss, incluida en su decimoquinto álbum de estudio, Hot in the Shade (1989). Sus compositores, el guitarrista y vocalista del grupo, Paul Stanley y Michael Bolton, se conocieron a través del guitarrista Bruce Kulick, que había sido compañero del primero en el conjunto de rock Blackjack, y comenzaron a trabajar en la canción durante algunos encuentros en Los Ángeles. Posteriormente, Stanley declaró en su autobiografía que aunque «sin Bolton no podría haberla escrito», este poco tuvo que ver con el resultado final, además el vocalista decidió que el bajo lo grabara Kulick en vez del bajista Gene Simmons.
Mercury Records la publicó el 5 de enero de 1990 como segundo sencillo del disco tras «Hide Your Heart» y supuso uno de los mayores éxitos comerciales de Kiss en los Estados Unidos, pues alcanzó el octavo puesto del Billboard Hot 100 —su mejor posición en dicha lista desde la séptima alcanzada por «Beth» (1976)—. Con el paso del tiempo, «Forever» ha figurado en varios recopilatorios y álbumes en directo de Kiss, entre ellos Alive III (1993) y Kiss Symphony: Alive IV (2003), donde el grupo la interpretó con la Orquesta Sinfónica de Melbourne.

## Trasfondo
Durante la década de 1980, Kiss no tuvo un impacto destacable en las listas con sus sencillos en los Estados Unidos y su última canción en alcanzar el top 40 del Billboard Hot 100 había sido «I Was Made for Lovin' You» (1979). Tras el abandono de sus característicos maquillajes, el guitarrista Paul Stanley asumió el liderazgo de la banda debido al interés del bajista Gene Simmons por su carrera como actor, de hecho todos los sencillos publicados desde entonces fueron cantados por él y escritos con la ayuda de compositores como Desmond Child, Jean Beauvoir o Diane Warren. Hacia 1989, Michael Bolton, que por entonces gozaba de éxito como cantante, pasaba gran parte de su tiempo en el hotel Sunset Marquis de Los Ángeles para componer en solitario o con otros músicos. Un día coincidió con el guitarrista de Kiss, Bruce Kulick, que había participado en algunos de sus trabajos y con el que había formado el grupo Blackjack en 1979. Kulick le mencionó que Stanley también se encontraba en el hotel y le preguntó si estaría interesado en componer una canción con él para su nuevo álbum.

## Composición y grabación
Bruce Kulick preparó una reunión entre Paul Stanley y Michael Bolton en la habitación de este último y después de una charla para conocerse comenzaron a componer. De acuerdo con Bolton, Stanley aportó la primera melodía para los versos y él creó la melodía inicial del estribillo, además remarcó que únicamente necesitaron de otro encuentro para escribir juntos la letra sin inspirarse en ninguna experiencia personal, «simplemente siguiendo el flujo de la música». Por su parte, Stanley relató que el proceso fue distinto, pues según él, la canción no estaba acabada cuando se separaron tras las reuniones y destacó que aunque «sin Bolton no podría haberla escrito, Michael tuvo tan poco que ver con ella que después de convertirse en un éxito pidió a la discográfica que le mandara una copia de la letra por fax».
Las canciones de Hot in the Shade eran básicamente maquetas grabadas en el estudio The Fortress de Hollywood que luego pulían y «Forever» no fue una excepción. Por aquellos momentos, el batería Eric Carr residía en Nueva York, por lo que Stanley recurrió a Eric Singer, que había participado en su gira en solitario de 1989, para trabajar en las maquetas. Este hecho llevó a algunos aficionados a pensar que la versión final del tema incluía la labor de este último, algo que Gary Corbett (tecladista en esa gira) aseveró. Sin embargo, Singer desmintió estas acusaciones debido a que fue su amigo Kevin Valentine quien tocó la batería en la demo de «Forever». Singer tuvo que ausentarse de la grabación porque tenía que realizar una gira por Japón con su banda Badlands por lo que recomendó a Valentine como su sustituto. Este sí reconoció su forma de tocar en el álbum, pero Stanley aseguró a los dos baterías que el trabajo de Carr fue el que apareció en el disco. El líder de la banda tomó además la decisión de que Bruce Kulick asumiera el rol de bajista porque no le gustaba la forma de tocar de Simmons en sus baladas. Kulick también interpretó el solo con una guitarra acústica Guild con el tema de Led Zeppelin «Thank You» como influencia. En una entrevista en 2015, le preguntaron cual era su solo favorito de la era Kiss, este respondió que le era difícil elegir uno pero destacaba el de «Unholy», «Tears Are Falling» y «Forever», diciendo que de este último estaba orgulloso. Por su parte, Phil Ashley que había colaborado en Crazy Nights (1987), grabó las pistas de sintetizador.
«Forever», a diferencia de la gran mayoría de canciones de Kiss que solían tratar sobre sexo y lujuria, es una power ballad en la que Stanley canta sobre ver su futuro en los ojos de una chica y que el amor de esta hace que su corazón cobre vida. Respecto a la estructura, está compuesta en la tonalidad de fa mayor, mientras que el rango vocal que utiliza el cantante abarca desde la nota sol sostenido3 a do sostenido5.

## Recepción

### Comercial
Mercury Records lanzó «Forever» en enero de 1990 como el segundo sencillo de Hot in the Shade. «Forever» ingresó en el puesto 72 de las lista estadounidense el 3 de febrero de 1990 después de que su antecesor, «Hide Your Heart», cayera hasta el 100 la semana anterior. La canción subió posiciones hasta su decimosegunda semana, en la que llegó al número 8, aunque rápidamente empezó a descender hasta que finalmente salió de la lista el 26 de mayo. «Forever» fue el primer tema de Kiss en alcanzar el top 10 del Billboard Hot 100 desde «Beth» (1976), una balada cantada por el batería original Peter Criss, aunque a diferencia de esta y de «I Was Made for Lovin' You» (1979), sus ventas fueron insuficientes para conseguir la certificación de disco de oro de la RIAA. En el UK Singles Chart la canción permaneció únicamente dos semanas y llegó al puesto 65, el peor de todos los sencillos de la banda que ingresaron en dicha lista. Por su parte, en Canadá logró la décimo-octava posición, mientras que en Australia la trigésimo-octava.

### Crítica
Hot in the Shade recibió los reproches de los profesionales porque de sus quince pistas, varias eran de relleno. De acuerdo con el mánager Larry Mazer, «de todas ellas quizá seis fueran buenas y el resto eran realmente terribles. Pero “Forever” estaba ahí». El tema fue uno de los mejor recibidos del álbum y varios medios lo situaron como uno de los mejores de la etapa sin maquillaje de Kiss. Según Matthew Wilkening del sitio web Ultimate Classic Rock es «la mejor de muchas canciones de amor sorprendentemente melódicas y líricamente directas de Paul Stanley». Paul Elliott de Classic Rock señaló que Stanley «puso su corazón y alma» en ella y destacó el «buen solo acústico de Bruce Kulick», aunque remarcó que «la mejor interpretación» se encuentra en el disco en directo Alive III. Howard Johnson de Louder la consideró como una de las peores power ballads y apuntó que «quedó sistemáticamente desprovista de cada pizca de personalidad», mientras que Ron Kemp de Blender la calificó como «horrible». Ray Zell de la revista Kerrang! opinó que «Forever» podría pasar por un tema de Heart o incluso de Europe y escribió que «después de derramar una lágrima con el “What It Takes” de Aerosmith», prefería no escuchar una balada «reciclada» de «eficacia comprobada». Por su parte, Phil Wilding, también de Kerrang!, destacó que «es un bol de pus. Encuentro difícil que Michael Bolton estuviera involucrado en su composición».

## Vídeo musical
El vídeo musical de «Forever», al igual que el del sencillo «Rise to It», lo dirigió Mark Rezyka en Los Ángeles con la producción de Joseph Sassone y muestra a los cuatro integrantes en blanco y negro colocados en círculo tocando en una habitación iluminada por el sol. En la grabación, Paul Stanley aparece de pie tocando la guitarra Guild que Bruce Kulick utilizó para el solo, mientras que este figura con una Gibson Dove acústica negra. Varios años más tarde, Kulick criticó que apenas se le viera: «Como si yo no existiera. Naturalmente para el solo queda claro que yo estaba en la habitación. Eric está bien representado, pero yo no pude competir con las tomas de Paul cantando y de Gene sonriendo». Su debut tuvo lugar el 20 de enero de 1990 en el programa Headbangers Ball de MTV  y apareció con regularidad en la programación de dicha cadena televisiva.

## Presentaciones en directo
Pese a que Hot in the Shade salió a la venta en octubre de 1989, el mánager Larry Mazer tomó la decisión de esperar a tener un sencillo exitoso para realizar su gira promocional porque los promotores no mostraban una gran expectación. El debut en vivo de «Forever» tuvo lugar el 11 de marzo de 1990 en Galveston (Texas) en un concierto gratuito patrocinado por la emisora de radio KKBQ. Tras el lanzamiento del sencillo, la gira por estadios, compuesta por más de 120 conciertos, dio comienzo el 4 de mayo en Lubbock y terminó el 9 de noviembre en Nueva York, en la que sería la última actuación de Eric Carr con la banda. «Forever» estuvo presente en todos los conciertos del Hot in the Shade Tour y fue además el único tema del disco que apareció en la siguiente gira del grupo, Revenge Tour (1992).
Debido a la reunión de la formación original de Kiss, esta se abstuvo de interpretar canciones del álbum y «Forever» no volvió a ser interpretada hasta el 28 de febrero de 2003 en Melbourne (Australia), donde el conjunto tocó sus temas en acústico junto a la Orquesta Sinfónica de Melbourne dirigida por David Campbell. Por otro lado, Michael Bolton la ha incluido en sus conciertos donde su banda la interpreta en un popurrí con Kelly Levesque como vocalista.

## Créditos
- Paul Stanley - voz principal y coros, guitarra acústica rítmica
- Gene Simmons - coros
- Bruce Kulick - guitarra eléctrica, guitarra acústica principal, bajo y coros
- Eric Carr - batería y coros

; Miembro adicional:
- Phil Ashley - sintetizador

## Posición en las listas
| País           | Lista                    | Mejor posición | Ref.   |
| -------------- | ------------------------ | -------------- | ------ |
| Australia      | Kent Report Albums chart | 38             | [ 30 ] |
| Canadá         | Canadian Singles Chart   | 18             | [ 29 ] |
| Estados Unidos | Billboard Hot 100        | 8              | [ 1 ]  |
| Estados Unidos | Album Rock Tracks        | 17             | [ 1 ]  |
| Reino Unido    | UK Singles Chart         | 65             | [ 28 ] |

| País           | Lista             | Mejor posición | Ref.   |
| -------------- | ----------------- | -------------- | ------ |
| Estados Unidos | Billboard Hot 100 | 92             | [ 52 ] |